# Ion Sturza
Ion Sturza (Pîrjolteni, 9 maggio 1960) è un politico moldavo, Primo ministro della Moldavia nel 1999, nonché deputato al Parlamento nazionale in rappresentanza di Alleanza Moldavia Nostra.

## Istruzione e inizio della carriera
Nato nella famiglia di boiardi moldavi Sturdza, Ion si laureò in economia all'Università Statale della Moldavia.
Sturza lavorò come presidente di una banca e uomo d'affari nella distribuzione di succhi di frutta in Moldavia; dal 2002 lavora alla Rompetrol, la seconda compagnia di petrolio in Romania, di cui è vicepresidente. Nel 2007 iniziò la più grande transazione della storia in Romania, dato che la KazMunaiGaz comprò il 75% delle azioni della compagnia per 2,7 miliardi di dollari.

## Primo Ministro della Moldavia
Ha ricoperto la carica di Primo ministro dal 19 febbraio al 9 novembre 1999; il suo governo ebbe il sostegno dell'Alleanza per la Democrazia e le Riforme.